# Лејк Зурик (Илиноис)
Лејк Зурик (енгл. Lake Zurich) град је у америчкој савезној држави Илиноис.

## Демографија
По попису из 2010. године број становника је 19.631, што је 1.527 (8,4%) становника више него 2000. године.
| Група             | 2000.          | 2010.          |
| Белци             | 16.115 (89,0%) | 16.223 (82,6%) |
| Афроамериканци    | 146 (0,8%)     | 189 (1,0%)     |
| Азијати           | 691 (3,8%)     | 1.444 (7,4%)   |
| Хиспаноамериканци | 1.005 (5,6%)   | 1.521 (7,7%)   |
| Укупно            | 18.104         | 19.631         |